# Taís Rochel
Tais de Morais Rochel (São Paulo, 16 de outubro de 1983) é uma esgrimista brasileira.

## Carreira

### Início
Filha do meio de pais entusiastas da prática esportiva, Taís iniciou a praticar esgrima no Esporte Clube Banespa (ECB) em 1990, aos 6anos, acompanhando o irmão mais velho.

### Pré-Olimpico Athenas 2004
Classificada por ranking para o pré-olímpico, foi cortada após polêmico teste de resistência adotado pela Confederação Brasileira de Esgrima.
Tal teste foi abolido logo após visibilidade dada pela mídia para esse caso.

### Pan 2011
Foi cortada da delegação brasileira às vésperas dos Jogos Pan-Americanos de 2011, por ter tomado um remédio para asma proibido pelas regras anti-doping.
Conquistou 10 vezes o campeonato brasileiro de florete, em 2002, 2005, 2007, 2008, 2009, 2010, 2011, 2012, 2014 e 2015. Trabalhou também como estilista.